# 양크 리바이
버트 "양크" 리바이(영어: Bert "Yank" Levy: 1897년 10월 5일-1965년 9월 2일)는 캐나다의 군인, 사회주의자, 군사학자, 작가다. 유격전에 대한 최초의 매뉴얼을 편찬했으며, 그의 매뉴얼은 50만 부 이상 간행되었다. 그는 전간기 세계 곳곳의 비정규전(스페인 내전, 니카라과 혁명)에 참여했고, 제2차 세계대전 중 영국 홈가드 훈련학교에서 중요한 역할을 했다.